# Музафаров, Рефик Ибрагимович
Рефи́к Ибраги́мович Музафа́ров (крымскотат. Refiq İbraim oğlu Muzafarov, Рефикъ Ибраим огълу Музафаров; 18 апреля 1928 Биюк-Асс Ак-Шеихского (Раздольненского) района — 20 декабря 2011) — доктор филологических наук, профессор, крымскотатарский фольклорист. Делегат второго Курултая крымскотатарского народа, член Меджлиса крымскотатарского народа первого состава, занимался вопросами культуры, языка, религии.

## Биография
Вместе с большим количеством крымских татар находился в Узбекистане, проживал в городе Чирчик.
В 1960 году защитил кандидатскую диссертацию, в 1967 в Баку — докторскую диссертацию по крымскотатарскому фольклору.
В июне 1967 доктор филологических наук Музафаров в составе делегации крымскотатарского народа, которую в Кремле приняли Андропов, Щелоков, Руденко и Георгадзе. За пребывание в делегации в следующем времени он и поплатился.
Против него писали доносы, в течение времени работы был уволен почти из 10 ВУЗов под разными предлогами через 2-3 месяца после принятия на работу.
Книги и статьи, которые он, на то время единственный в СССР специалист по крымскотатарской филологии с учёной степенью, пишет, не печатались. Одна из его книг была подготовлена к печати в издательстве Казанского университета, но так и не увидела свет. Другая книжка оказалась «вне профиля» издательства и была возвращена автору.
Собирал материал о крымскотатарском народе во время Великой Отечественной войны, положении в местах высылки.
В 1987 году вернулся с женой в Крым, издает журнал «Ватан» («Родина») — печатался в 1990 году в Феодосии на крымскотатарском и русском языках. Был директором крымскотатарского культурно-просветительского и научно-исследовательского центра «Ватан».
Создал «Крымскотатарскую энциклопедию» в 2 томах. Профессор Нуззет Музафаров, брат Рефика, издавал её за свои средства.
В 1990—1994 — журнал «Ватан», как орган Крымскотатарского культурно-образовательного и научно-исследовательского центра «Ватан» и независимого профсоюза крымскотатарских учёных — издано 36 номеров.
Является автором трудов по фольклористике :
- «Очерки фольклора тюрков»,
- «Русско-тюркские фольклорные связи»,
- «Татарские народные пословицы»,
- «Русско-тюркские фольклорные связи»,
- «Пословицы якутов»,
- «Современное состояние татарского фольклора»,
- «Очерки фольклора тюрков»,
- «Крымскотатарский фольклор в русской литературе»,

Входил в состав комиссии по разработке Конституции Крымской АР, был членом оргкомитета, делегатом II Курултая крымскотатарского народа.
В течение нескольких последних лет тяжело болел и почти ослеп.
По смерти Р. И. Музафарова 21 декабря 2011 года в центральной мечети Акмесджита — Кебир-Джами был проведен дженазе намаз с участием родных, друзей, представителей Муфтията во главе с муфтием Крыма хаджи Эмирали Аблаевым, члены Миллий Меджлиса, ветераны крымскотатарского национального движения. Похоронен он в Симферополе на мусульманском секторе кладбища Абдал-2.

## Награды
- Премия Автономной Республики Крым за 2000 год[2]